# Raf Simons
Raf Simons, född 12 januari 1968 i Neerpelt, är en belgisk modedesigner. Simons studerade industridesign, men övergick efter några års självstudier till herrmode. Han arbetade inledningsvis med Walter Van Beirendonck i Paris, där han bland annat kom i kontakt med Martin Margielas och Jean-Paul Gaultiers produktion.
I april 2012 utsågs Simons till ny chefsdesigner för modehuset Christian Dior, där han efterträder John Galliano.

### Översättning
Den här artikeln är helt eller delvis baserad på material från engelskspråkiga Wikipedia.